# Georg August Hermann Knoch
Georg August Hermann Knoch, Rufname Hermann (* 27. Januar 1812 in Schleiz; † 18. September 1885 in Paramaribo) war ein deutscher Offizier und Politiker in Suriname.

## Leben
Knoch war der Sohn des Juweliers Friedrich August Knoch in Schleiz und dessen Ehefrau Beate Dorothee Emilie Mayer aus Tanna. Sein älterer Bruder war Carl Christian Friedrich Gustav Knoch.

### Militär
Bei Delpher wird Hermann Knoch zum ersten Mal im Januar 1848 erwähnt. Durch Gouvernements-Beschluss vom 24. Januar 1848 wurde er vom Adjutant Unter-Offizier zum Zweiten Leutnant im Jägerbataillon Nr. 27 in Suriname ernannt. Durch königlichen Beschluss vom 14. Dezember 1858 kam dann die Beförderung zum Ersten Leutnant und im Jahr 1866 folgte die Ernennung zum Kapitän bei der Landmacht Nederlands-West-Indië, zu der das Bataillon gehörte.
Neben seinen militärischen, übernahm er auch ab 1866 richterliche Funktionen beim Militärgericht für die niederländischen westindischen Besitzungen in Paramaribo.
Am 1. April 1874 ging Knoch dann als Kapitän der Infanterie in Pension. Einige Monate später wurde er stellvertretendes Mitglied beim Hof van Justitie.

### Militärposten Gelderland

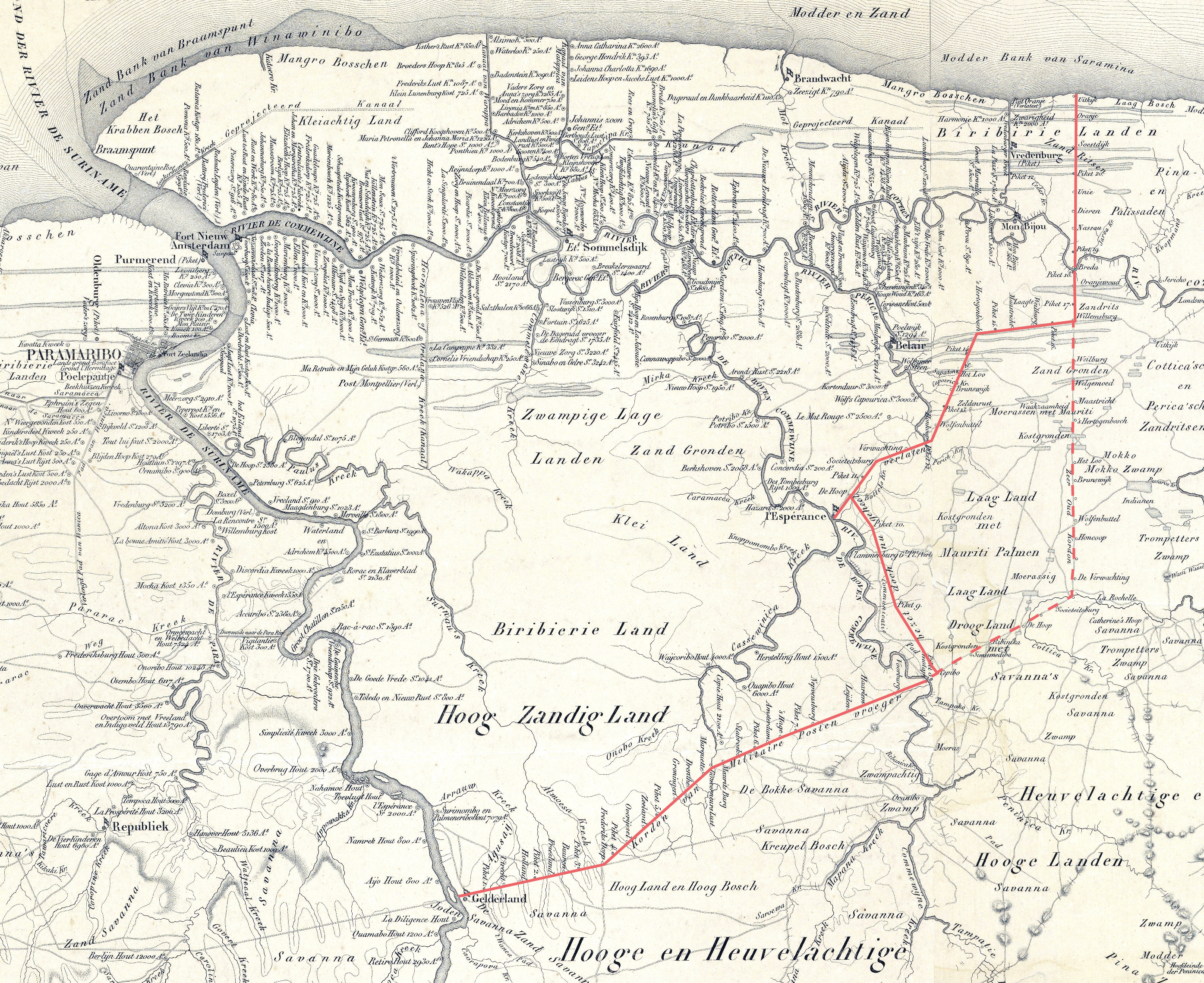
Verteidigungskordon auf einer Karte aus dem Jahre 1849

Der Missionar Johannes Gottfried Menze, der von 1850 bis 1882 für die Evangelische Brüdergemeine in Suriname tätig war, berichtet in seinem Lebenslauf in den Nachrichten aus der Brüder-Gemeine 1891, ab Seite 684 auch über den im Jahre 1853 auf dem Posten Gelderland am Suriname stationierten Leutnant Knoch folgendes:

„Auf meiner Rückreise besuchte ich die damals schöne Niederlassung Gelderland, in der Judensavana gelegen, wo in früheren Zeiten den ersten Juden aus Portugal und Spanien, meistens reichen Leuten, ihre Niederlassung gestattet wurde.
Der menschenfreundliche Leutnant Knoch (ein geborener Deutscher) nahm mich freundlich in sein Haus auf und gestattete mir, in demselben sowohl für die dort wohnenden N., Gottesdienste zu halten, zu denen sich auch Juden einfanden...
Bei meinem ersten Besuch daselbst machten wir, der Leutnant und ich mehrere Streifzüge in der dortigen schönen romantischen Gegend. Von hier aus hatte man in den früheren Kriegszeiten mit den Marrons einen Kordon angelegt, der hinter sämtlichen Plantagen lief bis an den oberen Commewijne und Marowijne.“

Auf der Karte aus dem Jahre 1849 die in den Jahren 1770 bis 1778 angelegte Grenzanlage (Kordonpfad) ab dem Posten Gelderland am Suriname, Richtung Commewijne, Cottica zur Atlantik-Küste.
Ein weiterer Zeit- und Landgenosse von Knoch in Suriname war August Kappler der von 1836 bis 1876 in Suriname, erst sechs Jahre als Militär und dann als Unternehmer tätig war. Im Jahre 1882 machte er den pensionierten Hauptmann der Infanterie in Paramaribo zu seinem Bevollmächtigten in der Kolonie.

### Politik
Die erste Volksvertretung in Suriname wurde in der niederländischen Kolonialzeit ab 1866 durch die Koloniale Staten gebildet. Sie bestand aus 13 Mitgliedern, neun gewählten und vier durch den Gouverneur ernannten Abgeordneten.
Hermann Knoch wurde im Jahr 1882 durch den Gouverneur als einer der vier Abgeordneten ernannt. Kurz nach seiner erneuten Ernennung im Jahre 1884 trat er zu seinem Amt zurück.

### Privat
Am 29. Mai 1861 heiratete Hermann Knoche in Paramaribo. Die Heiratsakte lautet übersetzt zusammengefasst:
Heute heirateten Georg August Hermann Knoch, 49 Jahre alt, von Beruf Leutnant geboren in Schleiz, Fürstentum Reuß, wohnhaft in dieser Kolonie, Sohn von Friedrich August Knoch und Emilie Mayer, beide verstorben und Anna Clasina Lemmers, 41 Jahre alt, ohne Beruf, geboren und wohnhaft in dieser Kolonie, Tochter der verstorbenen Louisa von der Plantage Dijkveld. Gleichzeitig wurden ihre acht zwischen 1843 und 1861 in Suriname geborenen Kinder rechtlich anerkannt.
Hermann Knoch starb am 18. September 1885, im Alter von 73 Jahren und seine noch in Sklaverei am 31. Dezember 1819 geborene Frau Anna Clasina Lemmers verstarb am 27. Januar 1899, im Alter von 79 Jahren. Beide wurden auf dem Nieuwe Oranjetuin in Paramaribo beerdigt.